# Дом экспертов
Дом экспертов (болг. Камара на експертите)  —  центристская политическая партия в Болгарии (сокращённо КЕ (болг. КЕ)).
Партия образована в 2003 году. Призвана объединять усилия учёных и специалистов.
Принимала активное участие в выборах 2005 года. Получила 3649 голосов (0,1%). 
Небольшое количество кандидатов от этой партии победили на выборах в местные органы самоуправления в 2007 году. Так, в общине Благоевград коалиция партий, в которую входил Дом экспертов, получила пять мест в совете общины (2691 голос; 7,8%), а также провела кандидата в главы общины. В общине Смядово партия участвовала в выборах самостоятельно и получила четыре места в совете общины (798 голос; 21.17%). Кандидат от партии Маргарита Кыранова была во втором туре выборов избрана кметом общины Смядово. В Бял-Бряге кандидат от партии был избран главой местного органа самоуправления.